# Trine Hattestadová
Trine Hattestadová, rozená Elsa Katrine Solbergová (* 18. dubna 1966, Lørenskog, Akershus) je bývalá norská atletka, olympijská vítězka, dvojnásobná mistryně světa a mistryně Evropy v hodu oštěpem.
Třikrát vytvořila novým typem oštěpu světový rekord, když v roce 1999 došlo k posunutí těžiště.

## Osobní rekordy
- nový typ – 69,48 m – 28. července 2000, Oslo
- starý typ – 72,12 m – 10. července 1993, Oslo[2]